# Fred Hersch

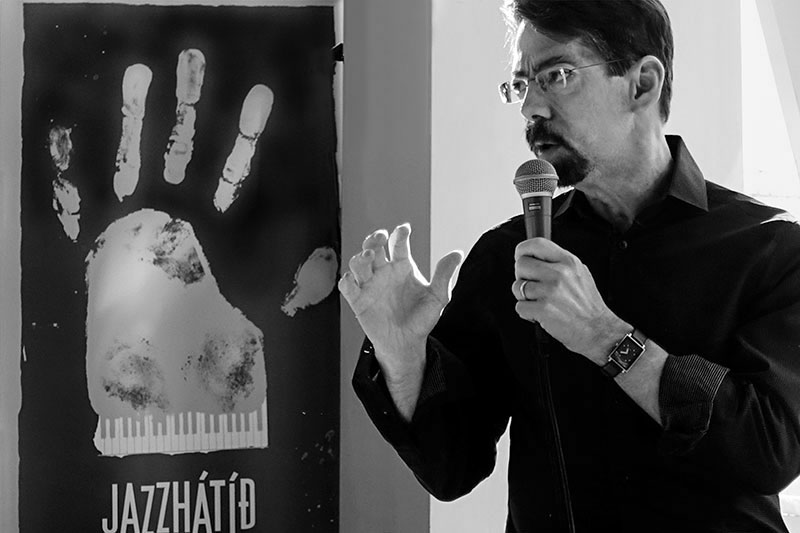
Fred Hersch na Reykjavik Jazz Festival (2017)

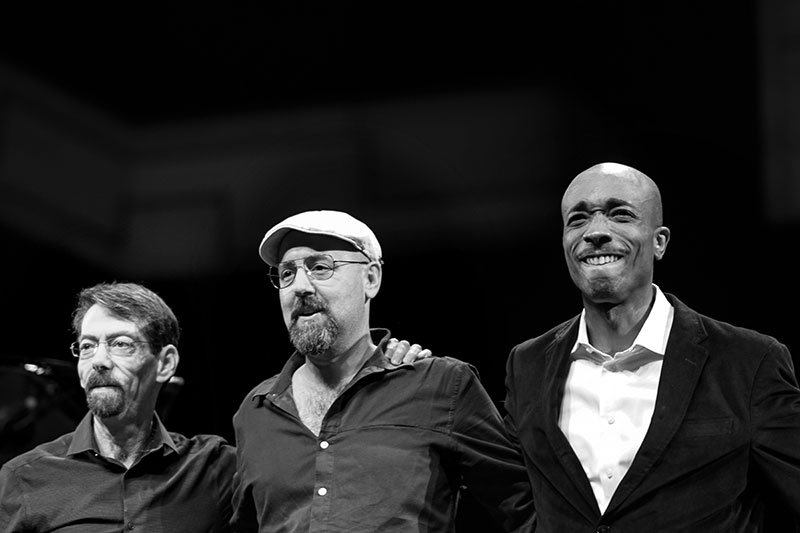
Fred Hersch Trio; od lewej: Fred Hersch, John Hebert i Eric McPherson (2017)

Fred Hersch (ur. 21 października 1955 w Cincinnati) – amerykański pianista i kompozytor jazzowy. Znany ze współpracy z takimi muzykami jak Stan Getz, Joe Henderson, Lee Konitz oraz Charlie Haden.

## Życiorys
Hersch uczył się gry na fortepianie od 4. roku życia. W wieku 7 lat zaczął komponować, a mając 10 lat skomponował musical Piotruś Pan na potrzeby szkoły podstawowej, do której uczęszczał. Jazzem zainteresował się podczas studiów w Grinnell College w Iowa. Jego muzyczna kariera zaczęła się w 1973, gdy zaczął grać z gitarzystą Calem Collinsem w swoim rodzinnym Cincinnati . W 1975 przeniósł się do Bostonu i podjął studia  w New England Conservatory pod kierunkiem pianisty i kompozytora Jakiego Byarda . 
Po dyplomie w 1977 wyjechał do Nowego Jorku i pracował jako muzyk sesyjny z Samem Jonesem, Jane Irą Bloom, Joe Hendersonem i Stanem Getzem, a także z Billy Harperem i z kwartetem Arta Farmera, z którymi w 1979 nagrał dwa albumy (Billy Harper's Awakening i Art Farmer's Yama) . W latach 80. grał z Mel Lewis Orchestra, Eddim Danielsem i Tootsem Thielemansem. W 1986 założył własne trio .
Hersch występuje solo jak również zespołowo. Współpracuje z jazzowymi i klasycznymi instrumentalistami i wokalistkami z całego świata, m.in. z Billem Frisellem i Charlie Hadenem, klasycznym pianistą Christopherem O'Riley i skrzypkiem Joshuą Bellem, a także z wokalistkami Normą Winstone, Audrą McDonald, Chris Connor Janis Siegel (z The Manhattan Transfer) oraz sopranistkami Renée Fleming i Dawn Upshaw . Daje także koncerty solowe na żywo, podczas których wykonuje zarówno standardy jazzowe, jak i swoje własne kompozycje. 
Poza muzyką jazzową, komponuje utwory symfoniczne i sceniczne (musicale, balet) . Jest znany także jako producent, zwłaszcza albumów wokalnych .
W 1980 został wykładowcą w New England Conservatory, w którym z krótkimi przerwami wykładał do 2015. 
Był stypendystą Fundacji Rockefellera. W 2003 otrzymał stypendium Fundacji Pamięci Johna Simona Guggenheima (Guggenheim Memorial Fellowship for composition), które wykorzystał do skomponowania Leaves of Grass, utworu inspirowanego poezją Walta Whitmana.

## Choroba
W 1993 Hersch przyznał się publicznie do swojego homoseksualizmu. Poinformował również, że od 1984 poddaje się leczeniu z powodu zarażenia wirusem HIV. Na początku 2008 wirus zaatakował jego mózg, wywołując narastające zaburzenia urojeniowe; pod koniec roku Hersch zapadł w śpiączkę i pozostał nieprzytomny przez dwa miesiące. Po wybudzeniu potrzebował tracheotomii i regularnych dializ. Przez osiem miesięcy nie mógł połykać, a tym samym nie był w stanie spożywać pokarmów, ani żadnych płynów. W wyniku długotrwałej komy i bezczynności stracił prawie wszystkie funkcje motoryczne w dłoniach, nie mógł utrzymać nawet ołówka, nie wspominając o grze na fortepianie. Po długich miesiącach terapii i rehabilitacji udało się przywrócić mu całkowitą sprawność.
W maju 2011 Hersch zrealizował musical My Coma Dreams opisujący jego senne wizje podczas dwumiesięcznej śpiączki. Przedstawienie zostało zarejestrowane na DVD i wydane w 2014.

## Nominacje i nagrody
Nominacje do Nagrody Grammy
- 2011 – Best Jazz Album i Best Improvised Jazz Solo za Alone at the Vanguard
- 2012 – Best Improvised Jazz Solo za Song Without Words #4: Duet (z Julianem Lage)
- 2015 – Best Jazz Instrumental Album za Floating (Fred Hersch Trio)
- 2015 – Best Improvised Jazz Solo za You & the Night & the Music
- 2017 – Best Improvised Jazz Solo za We See
- 2018 – Best Improvised Jazz Solo za Whisper Not[8]

Nagrody
- 2011 – Jazz Pianist of the Year w plebiscycie Jazz Journalists Association
- 2012 – Grand Prix du Disque przeyznane przez francuską Académie Charles Cros za album Alive at the Vanguard
- 2012 – Best CDs of 2012 przyznane przez „Downbeat” za album Alive at the Vanguard

## Wybrana dyskografia
Hersch – jako lider lub solista – nagrał ponad 100 płyt, w tym blisko 50 albumów.
- 1987 – Sarabande – SunnySide
- 2005 – Leaves of Grass – Palmetto
- 2006 – In Amsterdam: Live at the Bimhus Live – Palmetto
- 2007 – Concert Music 2001-2006 – Naxus
- 2009 – Live at Jazz Standard – SunnySide
- 2009 – Fred Hersch Plays Jobim – SunnySide
- 2010 – Whirl – Palmetto
- 2011 – Alone at the Vanguard – Palmetto
- 2012 – Alive at the Vanguard – Palmetto
- 2013 – Free Flying – Palmetto
- 2014 – Floating – Palmetto
- 2015 – Solo – Palmetto
- 2016 – Sunday Night at the Vanguard – Palmetto
- 2017 – Open Book – Palmetto

Pełna dyskografia na oficjalnej stronie artysty (stan na 1 sierpnia 2016).